# Sophia Loren
Sophia Loren, właśc. Sofia Costanza Brigida Villani Scicolone (ur. 20 września 1934 w Rzymie) – włoska aktorka filmowa.
Jedna z największych gwiazd włoskiego i światowego kina, występująca z powodzeniem zarówno w filmach europejskich, jak i amerykańskich. Amerykański Instytut Filmowy w 1999 umieścił ją na 21. miejscu w rankingu „największych aktorek wszech czasów” (The 50 Greatest American Screen Legends). Laureatka Oscara dla najlepszej aktorki pierwszoplanowej za główną rolę w dramacie Matka i córka (1960), a także zdobywczyni m.in. rekordowej liczby dziesięciu nagród David di Donatello (w tym siedmiu dla najlepszej aktorki) i pięciu specjalnych Złotych Globów. Ze względu na swoją urodę i role grane w filmach okrzyknięta została seksbombą.
Współpracowała z wieloma znanymi reżyserami zarówno z Włoch, jak i z Hollywood, takimi jak m.in.: Mario Monicelli, Ettore Scola, Dino Risi, Charlie Chaplin, Sidney Lumet, George Cukor, Michael Curtiz, Anthony Mann czy André Cayatte. Zagrała z większością najpopularniejszych aktorów Hollywood lat 50., 60. i 70., takimi jak m.in. Marcello Mastroianni (m.in. Wczoraj, dziś, jutro, Małżeństwo po włosku, Szczególny dzień, Prêt-à-Porter), Cary Grant (Duma i namiętność, Dom na łodzi), Frank Sinatra (Duma i namiętność), Alan Ladd (Chłopiec na delfinie), John Wayne (Legenda zaginionego miasta), Anthony Perkins (Pożądanie w cieniu wiązów), Anthony Quinn (Czarna orchidea), Clark Gable (Zaczęło się w Neapolu), Peter Sellers (Milionerka), Charlton Heston (Cyd), Omar Sharif (Był sobie raz), Marlon Brando (Hrabina z Hongkongu), Richard Burton (Podróż), Jean Gabin (Werdykt), William Holden i Trevor Howard (Klucz), George Sanders, John Gavin, Robert Wagner czy Maximilian Schell (Więźniowie z Altony).

## Życiorys

### Rodzina i edukacja
Sofia Costanza Brigida Villani Scicolone urodziła się 20 września 1934 na oddziale położniczym Szpitala Królowej Małgorzaty w Rzymie. Jest nieślubną córką Romildy Villani (1910–1991), nauczycielki gry na fortepianie i aspirującej aktorki oraz inżyniera i przedsiębiorcy Riccarda Scicolonego di Murillo (1907–1976), którzy poznali się w listopadzie 1933. Scicilone zachęcał ciężarną partnerkę do poddania się aborcji i nie wspierał finansowo po narodzeniu córki. Tuż po narodzinach Sofii rodzina zamieszkała przy Piazza di Spagna, jednak Scicilone wkrótce porzucił rodzinę. Loren o istnieniu biologicznego ojca dowiedziała się dopiero w wieku pięciu lat, a w późniejszych latach spotkała się z nim zaledwie kilka razy, najczęściej w atmosferze konfliktu. Z zawartego w latach 40. małżeństwa ojca z Nelly Rivoltą ma dwóch przyrodnich braci: Giuliano i Giuseppe. Scicolone w drugiej połowie lat 50. odnowił relację z Villani i zamieszkał z nią w Rzymie, jednak para rozstała się w drugiej połowie lat 60.
Była niedożywionym niemowlęciem, ponieważ jej matka szybko straciła pokarm; żywieniem dziewczynki zajęła się mamka. Kiedy była dzieckiem, zachorowała na sinicę, do czego przyczyniła się gospodyni domu przy Piazza di Spagna, nieumyślnie podając dziecku gotowaną soczewicę. Villani, jako samotna matka mierząca się z problemami finansowymi, przeniosła się z trzymiesięczną córką do mieszkania swoich rodziców – Luisy i Domenico Villanich – przy via Solfatara 5 w miasteczku Pozzuoli niedaleko Neapolu. Rodzina żyła we względnym niedostatku, łącznie w siedem osób. Villani z czasem odnowiła relacje z Scicolonem, a 14 maja 1938 urodziła drugą córkę – Annę Marię, której mężczyzna jednak nie uznał za swoje dziecko; zgodził się potwierdzić swoje ojcostwo dopiero w 1955, kiedy Loren zapłaciła mu za to 1 mln lirów. Po bombardowaniach portu i fabryki amunicji w Pozzuoli (gdzie pracował dziadek Sofii oraz jej wujowie) przez siły alianckie wiosną 1943 przeniosła się z rodziną do dalszych krewnych – państwa Mattia – do Neapolu, gdzie pozostała do zakończenia wojny. Wskutek słabych warunków sanitarnych i realiów wojennych w tym okresie chorowała na świerzb. Po jakimś czasie wróciła z rodziną do Pozzuoli, gdzie została kelnerką w rodzinnym barze „Club Villani”, który był odwiedzany przez stacjonujących w okolicy amerykańskich żołnierzy.
Sofia była małomównym, nieśmiałym i refleksyjnym dzieckiem. W okresie szkolnym była wyśmiewana z powodu swojej szczupłej sylwetki i bycia nieślubnym dzieckiem. Przez jakiś czas uczyła się od matki gry na fortepianie. Jako nastolatka zainteresowała się hollywoodzkimi filmami i często chodziła do kina, a jej idolami byli m.in. Hurd Hatfield. Tyrone Power i Yvonne De Carlo, za to wśród włoskich aktorek jej ulubienicami były: Alida Valli, Valentina Cortese, Lucia Bosé, Alba Arnova, Lea Padovani i Silvana Pampanini.

### Kariera zawodowa

#### Konkursy piękności i początki filmowe

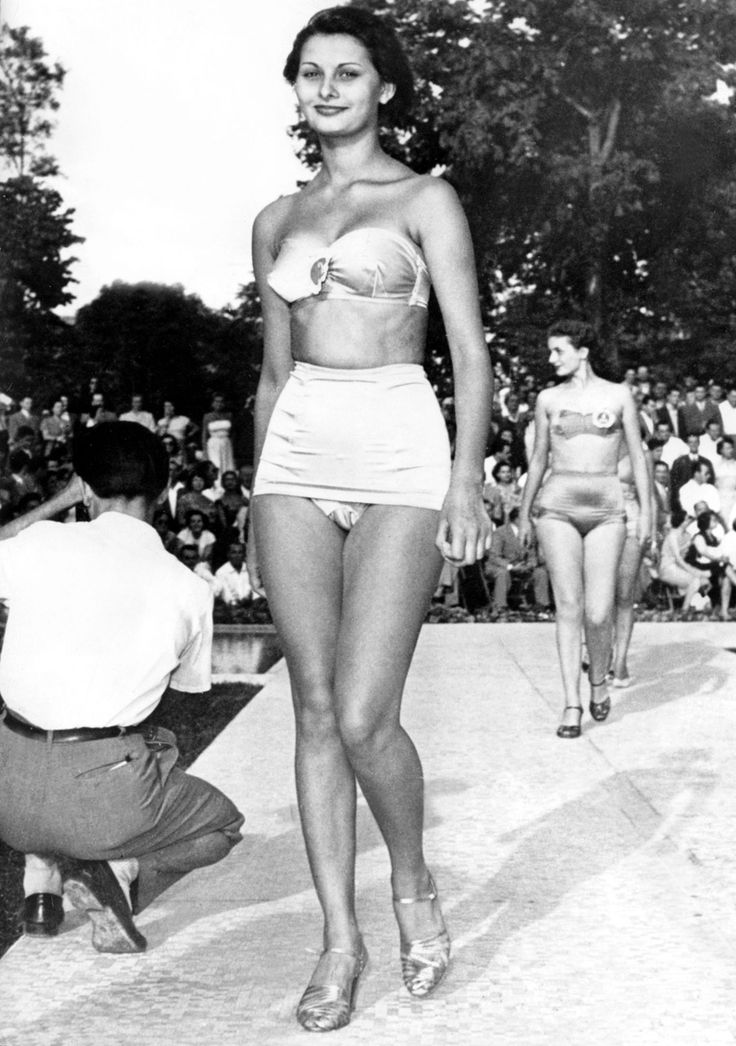
Loren w konkursie Miss Włoch (1950)

Kiedy miała niecałe 15 lat, za namową matki wzięła udział w konkursie piękności „Królowa Morza” i ostatecznie zdobyła jedno z 12 wyróżnień (tytuł „Księżniczki Morza”), a w nagrodę otrzymała m.in. 23 tys. lirów i wycieczkę do Rzymu. Za namową matki rozwijała także umiejętności aktorskie na warsztatach u Carlo Marii Rossiniego. Niedługo po udziale w wyborach piękności wyjechała do Cinecittà, gdzie statystowała w kręconym z ogromnym rozmachem amerykańskim filmie wytwórni MGM Quo vadis? (1951), adaptacji powieści historycznej Henryka Sienkiewicza, jednak nie została wymieniona w napisach końcowych. Przed rozpoczęciem prac nad filmem z inicjatywy matki przerwała formalną edukację.
Kiedy miała 16 lat, zaczęła pozować do fotonowel publikowanych w magazynach: „Grand Hotel”, „Bolero” i „Sognu”, dzięki czemu jej twarz stawała się coraz bardziej rozpoznawalna we Włoszech, ale też w Wielkiej Brytanii i krajach Ameryki Południowej, gdzie również wydawano włoskie fotoromanse. W tym okresie, za namową wydawcy fotonowel, przestała posługiwać się nazwiskiem ojca (Scicolone) i występowała jako Sofia Lazzaro.
Chcąc dorobić, brała udział w kolejnych konkursach piękności, m.in. Miss Cesena, Miss Sirena i Miss Olio Extra Vergine d’Oliba, na których zajmowała miejsca w ścisłej czołówce. W 1950 zajęła czwarte miejsce w wyborach Miss Włoch. Jury konkursowe było pod jej wrażeniem na tyle, że wprowadzili wtedy i przyznali jej tytuł Miss Elegancji. W trakcie konkursu poznała producenta filmowego Carlo Pontiego, który zaproponował jej siedmioletni kontrakt i pomógł w rozwoju kariery, a także związał się z nią w życiu prywatnym; według innych źródeł poznali się dopiero na planie filmowym w 1953.

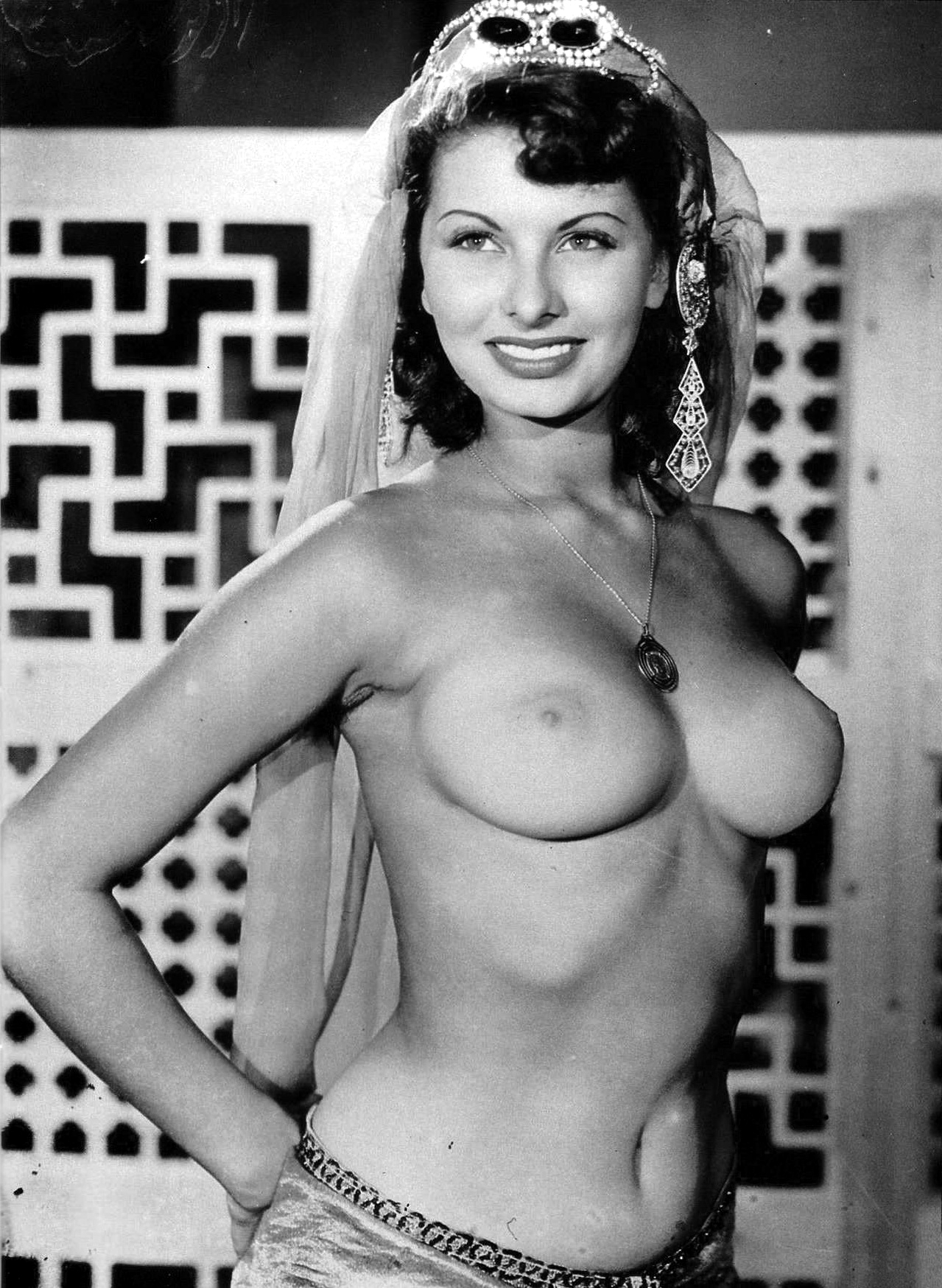
Loren w filmie Tak, tak! To on! (1951)

Równocześnie z udziałem w konkursach piękności pracowała jako statystka lub epizodystka przy filmach: Serce nad morzem (Cuori sul mare, 1950), Siedem żon Sinobrodego (Le sei mogli di Barbablú, 1950), Anna (1951), Tototarzan (1951) i Tak, tak! To on! (Era lui... sì! sì!, 1951). W wieku 18 lat wystąpiła w drobniejszych rolach w ponad 15 włoskich filmach. W tym czasie przekonywano ją do operacyjnej korekty nosa, który w ocenie niektórych operatorów filmowych był za długi, jednak się na to nie zgodziła. By udoskonalić umiejętności aktorskie, podjęła naukę w Narodowej Szkole Filmowej w Rzymie.
W trakcie prac nad filmem Afryka pod wodą (Africa sotto i mari, 1952) za namową Carlo Pontiego przyjęła pseudonim artystyczny Sophia Loren, który był inspirowany nazwiskiem szwedzkiej aktorki Märty Torén. Dzięki występowi w Afryce… stała się rozpoznawalna we Włoszech, a z pomocą agenta prasowego Maria Natalego zaczęła regularnie pojawiać się na łamach czasopism. Po zagraniu niewielkiej roli w filmie Handel białymi niewolnicami (La tratta della bianche, 1952) wcieliła się w tytułową Aidę (1953) w pierwszej ekranizacji opery Giuseppego Verdiego. Film odniósł sukces kasowy, a Loren za swój występ zdobyła uznanie krytyki i publiczności.

#### Lata 50.
W 1953 zagrała w 10 filmach, m.in. epizod w Karuzeli neapolitańskiej (Carosello napoletano, 1953) oraz główne role w filmach: Dwie noce z Kleopatrą (Due notti con Cleopatra, 1953) i Attyla – Bicz Boży (Attila, flagello di Dio, 1954), który odniósł sukces kasowy w Stanach Zjednoczonych. W 1954 poznała reżysera Vittoria De Sicę, który zaangażował ją do drugoplanowej roli w antologii filmowej Złoto Neapolu (L’Oro di Napoli, 1954). Pod okiem De Sicy udoskonaliła swój warsztat aktorski. Podjęła także naukę języka angielskiego m.in. u Sarah Spain, tłumaczki zatrudnionej w studiach filmowych w Rzymie.

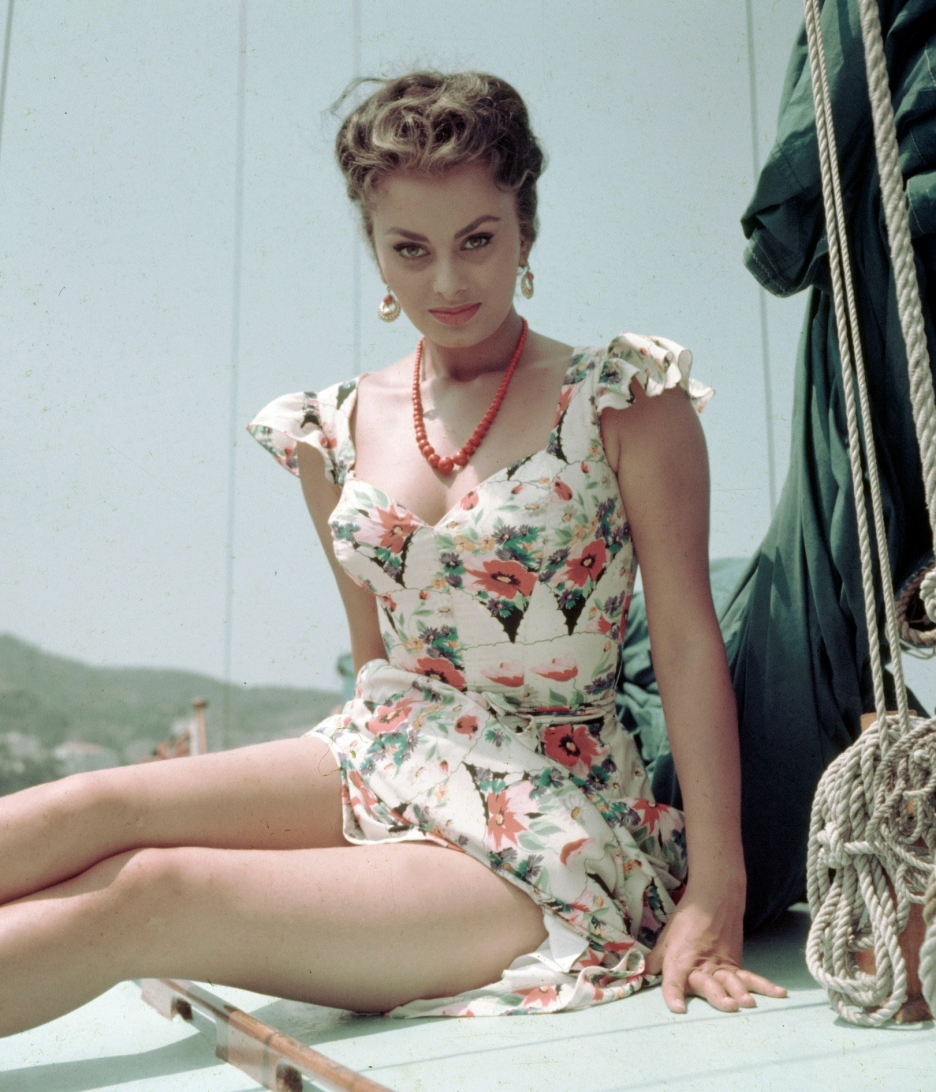
Loren w Chleb, miłość i... (1955)

Zagrała główną rolę Nives Mongolini w kolejnym filmie Pontiego – Kobieta znad rzeki (La donna del fiume, 1954). Również w 1954 uczestniczyła w Berlińskim Festiwalu Filmowym i Tygodniu Filmów Włoskich w Londynie, gdzie spotkała się z królową Elżbietą II. Zagrała główne role w filmach Alessandro Blasettego: komedii Szkoda, że jest zła (Peccato che sia una canaglia, 1954) i włosko-francuskiej koprodukcji Jakie to szczęście być kobietą (La fortuna di essere donna, 1956), oraz Dino Risiego: w Trójgraniastym kapeluszu (Il cappello a tre punte, 1955) i Chleb, miłość i… (Pane, amore e..., 1955). W styczniu 1955 otrzymała tytuł najwybitniejszej osobowości filmu od Włoskiego Stowarzyszenia Prasowego. W pierwszej połowie roku jej zdjęcia pojawiły się na okładkach wielu włoskich i europejskich czasopism, a w sierpniu 1955 – na pierwszej stronie amerykańskiego tygodnika „Life”.

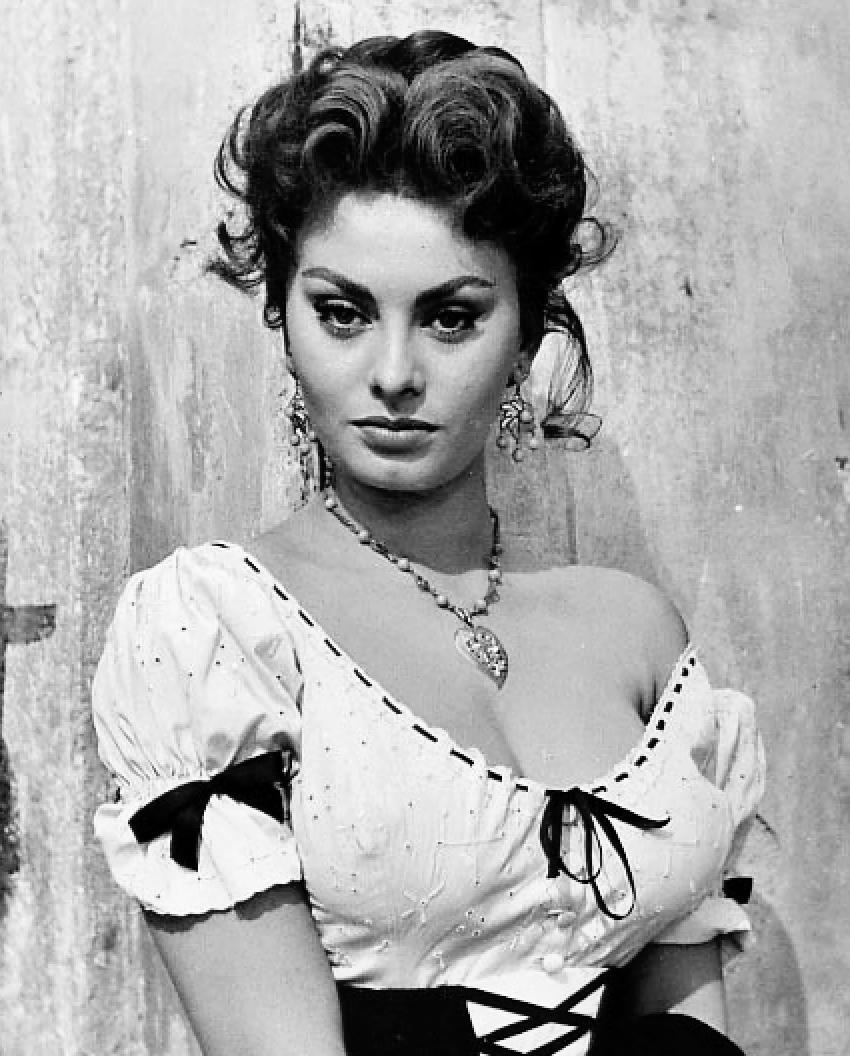
Loren w Pięknej młynarce (1955)

W 1956 przyjechała do Hollywood, gdzie zadebiutowała główną rolą kobiecą wieśniaczki Phaedry w filmie Chłopiec na delfinie (Boy on the Dolphin, 1957) z Alanem Laddem, jednak za swój występ zebrała chłodne recenzje, a sam film poniósł komercyjną porażkę. Równie nieprzychylnie przyjęta została jej kreacja w filmie Duma i namiętność (The Pride and the Passion, 1957) z Carym Grantem i Frankiem Sinatrą oraz rola Dity w filmie Henry’ego Hathawaya Legenda o zaginionym (Legend of the Lost, 1957) z Johnem Wayne’em. Podczas pobytu w Ghadamis, gdzie kręciła Legendę…, omal nie udusiła się gazem ulatniającym się z uszkodzonego piecyka w motelu, w którym nocowała w czasie prac nad filmem. Nieprzytomną aktorkę uratował aktor Rossano Brazzi, który wezwał pomoc.

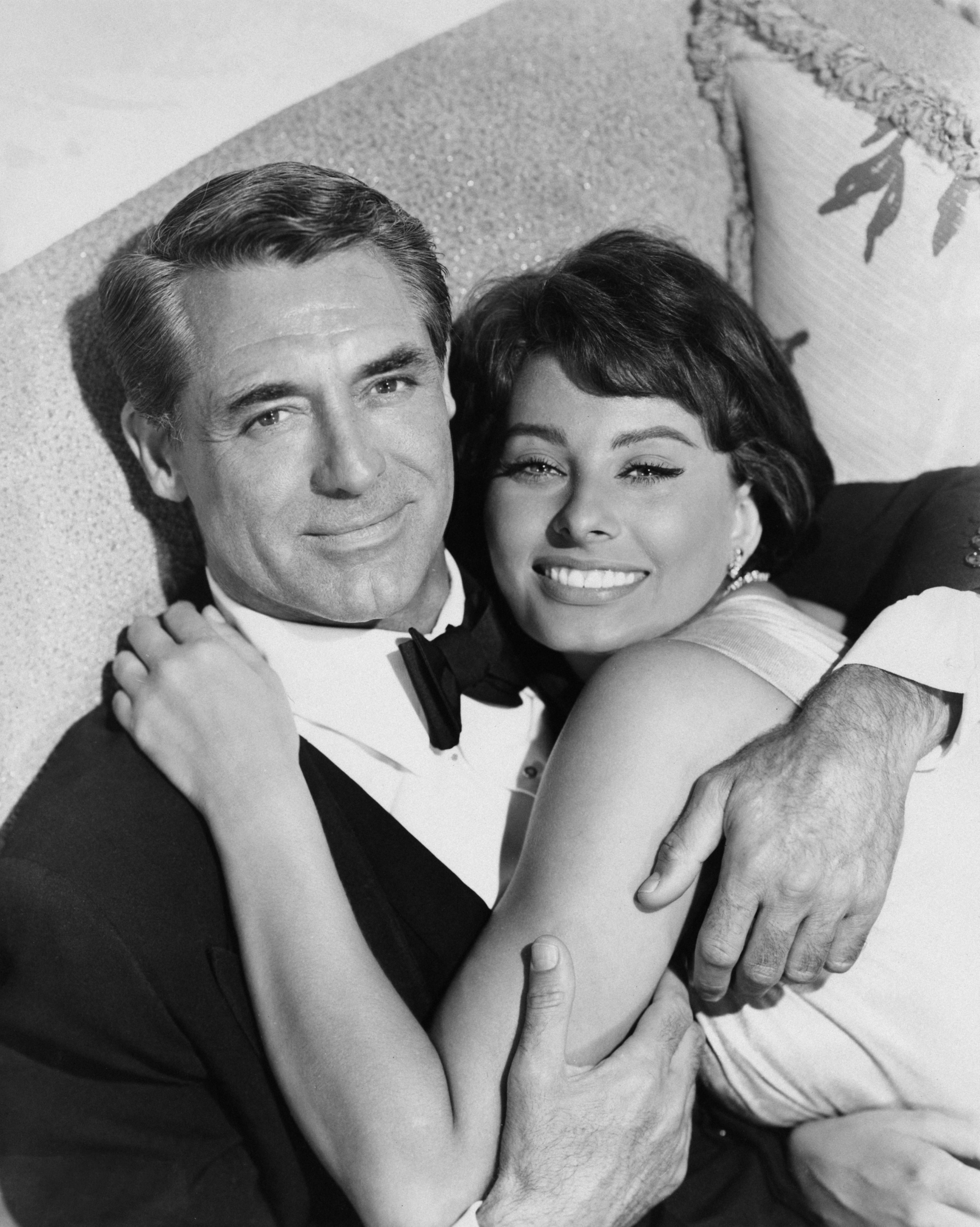
Cary Grant i Loren na planie filmu Dom na łodzi (1958)

Pod koniec prac nad  Legendą…, dzięki staraniom Pontiego, podpisała kontrakt na realizację pięciu filmów dla wytwórni Paramount Pictures. Pierwszym filmem, który nakręciła dla wytwórni, było Pożądanie w cieniu wiązów (Desire under the Elms, 1958), w którym zagrała młodą włoską imigrantkę Annę Cabot, trzecią żonę 70-letniego farmera Ephraima Cabota, która w ramach zemsty uwodzi swojego najstarszego pasierba, Ebena. Po zakończeniu zdjęć do Pożądania… wystąpiła w roli Cinzii Zaccardi w kasowej komedii romantycznej Dom na łodzi (Houseboat, 1958) z Carym Grantem. Na potrzeby filmu nagrała piosenki „Bing, Bang, Bong” i „Always in Your Arms”, która otrzymała nominację do Oscara za najlepszą piosenkę, a sam film był nominowany do Oscara za najlepszy scenariusz oryginalny.

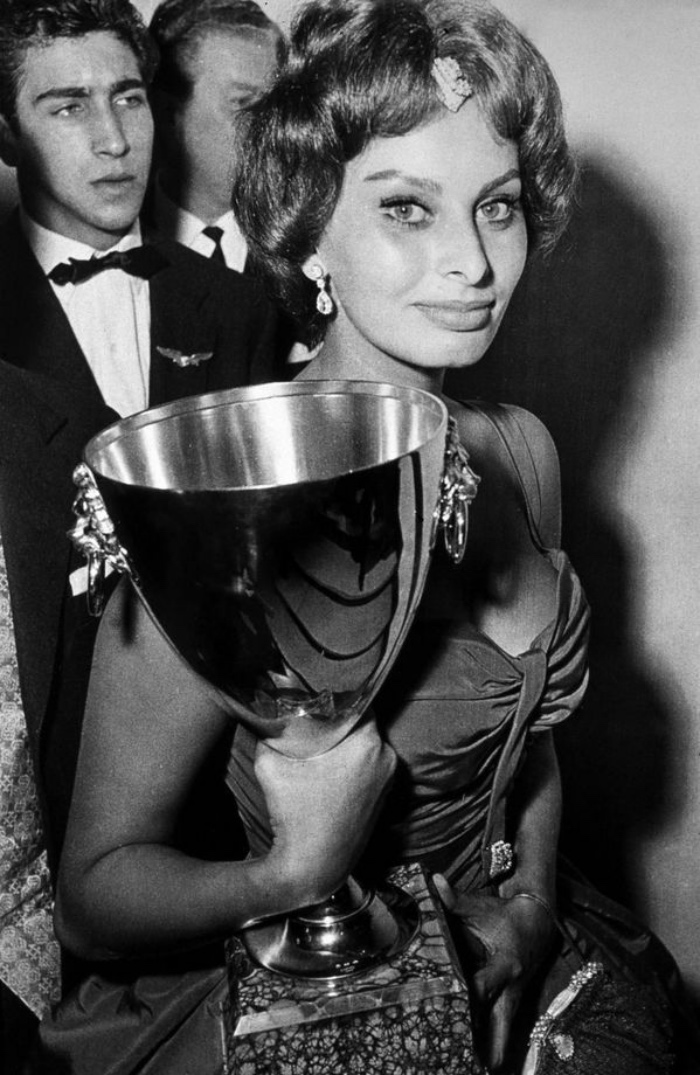
Loren z nagrodą dla najlepszej aktorki na Międzynarodowym Festiwalu Filmowym w Wenecji (1959)

Zebrała pozytywne recenzje za rolę Stelli, owdowiałej uciekierki ze Szwajcarii, która po osiedleniu się w Plymouth wdaje się w kolejne romanse z dowódcami holowników, w ciepło przyjętym przez krytyków filmie Carola Reeda Klucz (The Key, 1958) z Williamem Holdenem i Trevorem Howardem. Następnie zagrała Kay, włoską imigrantkę i kochankę nowojorskiego przedsiębiorcy z przemysłu zbrojeniowego, w dramacie wojennym Sidneya Lumeta Ten rodzaj kobiety (That Kind of Woman, 1959) z Tabem Hunterem; za występ w filmie zebrała głównie pozytywne recenzje, ale sama produkcia poniosła komercyjną porażkę i zeszła z afisza po zaledwie trzech tygodniach od premiery. We wrześniu 1958 za rolę owdowiałej włoskiej imigrantki Rose Bianco w filmie Martina Ritta Czarna orchidea (The Black Orchid, 1959) otrzymała nagrodę dla najlepszej aktorki na Międzynarodowym Festiwalu Filmowym w Wenecji, mimo że za występ w tej produkcji zebrała chłodne recenzje od krytyków.
W marcu 1958 ogłosiła laureata Oscara dla najlepszego reżysera na 30. ceremonii wręczenia Nagród Akademii Filmowej, a na kolejnej gali oscarowej w kwietniu 1959 ogłosiła zdobywcę Oscara za najlepszą piosenkę.

#### Lata 60.
Po ukończeniu zdjęć do Tego rodzaju kobiety wcieliła się w postać Angeli Rossini, gwiazdy wędrownej trupy teatralnej, w westernie George’a Cukora Diablica w różowych trykotach (Heller in Pink Tights, 1960), który – mimo przychylnych recenzji – poniósł kasową porażkę. Następnie wcieliła się w postać księżniczki Olimpii w komedii romantycznej Michaela Curtiza Tchnienie skandalu (A Breath of Scandal, 1960), jednak film po złych recenzjach i porażce komercyjnej szybko zszedł z afisza. Później wystąpiła jako Lucia Curcio, ambitna aktorka, która występuje w podrzędnym klubie nocnym, by utrzymać siebie i osieroconego siostrzeńca, w dobrze przyjętej przez krytyków i widzów komedii romantycznej Melville’a Shavelsona Zaczęło się w Neapolu (It Started in Naples, 1960) z Clarkiem Gable. Na potrzeby ścieżki dźwiękowej do filmu nagrała piosenki „Carina” i „Tu vuò fà l’americano”.
Zagrała główną rolę kobiecą w komedii romantycznej Anthony’ego Asquitha Milionerka (The Millionairess, 1960), ekranizacji sztuki teatralnej George’a Bernarda Shawa o tym samym tytule. Z partnerującym jej w filmie Peterem Sellersem nagrała i wydała w 1960 album muzyczny pt. Peter & Sophia, a pochodzący z płyty singiel „Goodness Gracious Me!” stał się przebojem i został sprzedany w nakładzie 200 tys. egzemplarzy. Film odniósł sukces kasowy, choć zebrał złe oceny krytyków, podobnie jak sama Loren, która za rolę Epifanii Ognisanti di Paregi otrzymała jedne z najgorszych recenzji w karierze.

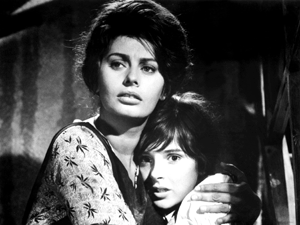
Loren i Eleonora Brown w filmie Matka i córka (1960)

Za główną rolę Cesiry, owdowiałej matki Rosetty (Eleonora Brown), w kasowym i docenionym przez krytyków filmie Vittorio De Siki Matka i córka (La ciociara, 1960) otrzymała szereg nagród, m.in. nagrodę dla najlepszej aktorki na 14. MFF w Cannes, a także nagrody na festiwalach filmowych w Irlandii, Niemczech, Belgii i Japonii oraz we Włoszech, poza tym otrzymała nagrodę amerykańskich krytyków filmowych i Oscara dla najlepszej aktorki (jako druga Włoszka i pierwsza aktorka w historii za rolę w filmie nieanglojęzycznym). Loren nie pojawiła się na rozdaniu Oscarów, tłumacząc się potencjalnym stresem związanym z przeżywaniem emocji na oczach milionów telewidzów.

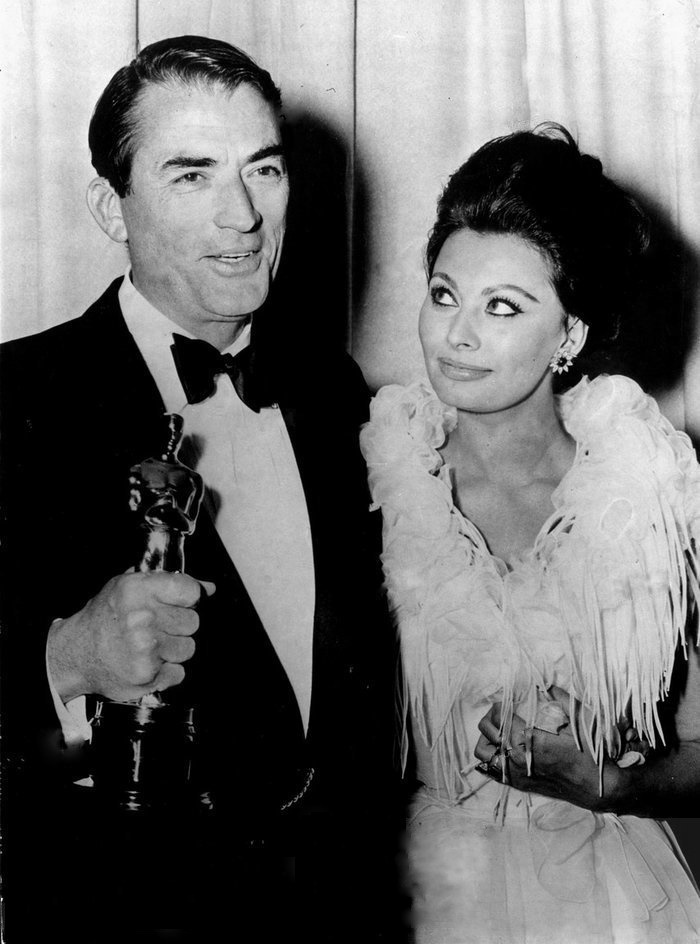
Gregory Peck i Loren na 35. ceremonii wręczenia Oscarów (1963)

Po występie w Matce i córce zagrała Chimenę, żonę tytułowego szlachcica Rodriga Diaza de Bivara w kasowym filmie Anthony’ego Manna Cyd (El Cid, 1961) z Charltonem Hestonem. Po sukcesie Cydu została zakontraktowana (po raz pierwszy w karierze za gażę wynoszącą 1 mln dol.) do kolejnego filmu Manna – Upadek Cesarstwa Rzymskiego (The Fall of the Roman Empire, 1964), w którym zagrała Lucillę, córkę filozofa-cesarza Marka Aureliusza, jednak produkcja skończyła się porażką kasową. W międzyczasie zagrała w kolejnych kasowych filmach: tytułową rolę Catherine Hübscher w surowo ocenionej przez recenzentów komedii romantycznej Christian-Jaque’a Madame Sans-Gêne (1962), ekranizacji komedii Victoriena Sardou z 1893, oraz Lisę Macklin w filmie sensacyjnym Anatole’a Litvaka Pięć mil do północy (Five Miles to Midnight, 1962). W kwietniu 1963 ogłosiła laureata Oscara dla najlepszego aktora pierwszoplanowego na 33. ceremonii wręczenia Nagród Akademii Filmowej.

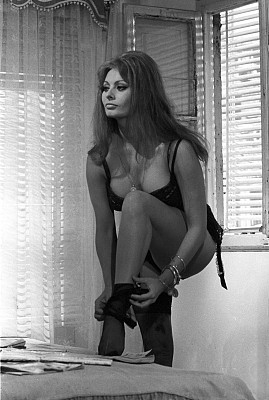
Loren w scenie striptizu w filmie Wczoraj, dziś, jutro (1963)

W pierwszej połowie lat 60. zagrała również w czterech filmach Vittorio De Siki: Boccaccio ’70 (1962) i krytycznie przyjętych przez recenzentów Więźniach z Altony (I sequestrati di Altona, 1962), a także w oscarowej komedii Wczoraj, dziś, jutro (Ieri, oggi, domani; 1963) i filmie Małżeństwo po włosku (Matrimonio all'italiana, 1964), a za występ w roli Filumeny Marturano w ostatniej z produkcji była nominowana do Oscara dla najlepszej aktorki i otrzymała nagrodę dla najlepszej aktorki na Moskiewskim Festiwalu Filmowym. Scena striptizu we Wczoraj, dziś, jutro przeszła do historii światowego kina i umocniła wizerunek Loren jako seksbomby. W filmach Wczoraj, dziś, jutro oraz Małżeństwo po włosku aktorce partnerował Marcello Mastroianni, z którym stworzyła stały ekranowy duet – na przestrzeni 40 lat zagrali razem w kilkunastu filmach.
W drugiej połowie lat 60. zagrała Louise Lendale w Lady L (1965) Petera Ustinova i Yasmin Azir w komediowym thrillerze szpiegowskim Stanleya Donena Arabeska (Arabesque, 1966) z Gregorym Peckiem, jednak oba filmy poniosły komercyjną porażkę. Słabe wyniki uzyskała także Judyta (Judith, 1966) Daniela Manna, a występ Loren w tytułowej roli europejskiej Żydówki, która po pobycie w kilku obozach koncentracyjnych udaje się do Palestyny, by tam odnaleźć męża-faszystę, doprowadził do bojkotu aktorki i jej twórczości w państwach Ligi Arabskiej. Również w drugiej połowie lat 60. pojawiła się w drugoplanowej roli w kasowym filmie wojennym Michaela Andersona Operacja „Kusza” (Operation „Crossbow”, 1965).

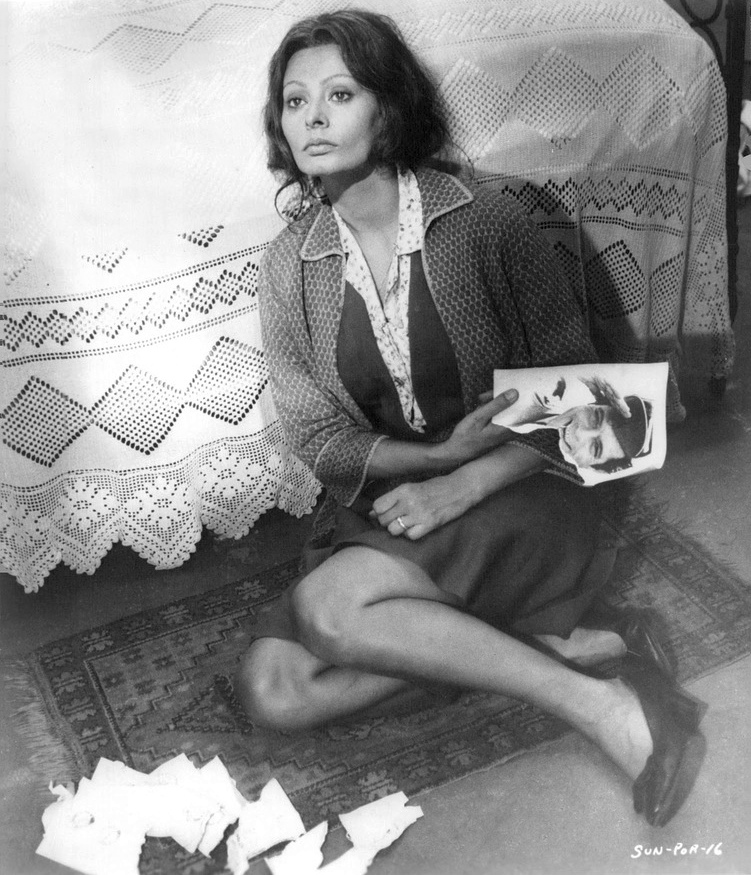
Loren w Słonecznikach (1969)

W 1966 przewodniczyła jury konkursu głównego na 19. Międzynarodowym Festiwalu Filmowym w Cannes.
Zagrała tytułową rolę Nataszy Aleksandrow w komedii romantycznej Charliego Chaplina Hrabina z Hongkongu (A Countess from Hong Kong, 1967) z Marlonem Brando, Isabellę w baśniowej komedii romantycznej Francesco Rosiego Więcej niż cud/Był sobie raz (More Than a Miracle, 1967) z Omarem Sharifem i Marię Lojacono w Duchach po włosku (Questi fantasmi, 1968) z Vittorio Gassmanem, jednak wszystkie trzy filmy zostały negatywnie przyjęte przez krytyków i widzów. Ostatnim filmem w latach 60., w którym zagrała, były kasowe, choć skrytykowane przez recenzentów Słoneczniki (I girasoli, 1969) z Marcello Mastroiannim.
W latach 60. została bohaterką reportaży dla amerykańskiej telewizji: Świat Sophii Loren (The World of Sophia Loren, 1962) dla stacji NBC, Sophia Loren w Rzymie (Sophia Loren in Rome, 1964) i Pozdrowienia… Sophia (With Love… Sophia, 1967) dla stacji ABC.

#### Lata 70.
W 1970 gościła w programie The David Frost Show, w którym udzieliła półtoragodzinnego wywiadu Davidowi Frostowi. Niedługo po emisji programu padła ofiarą napadu rabunkowego w nowojorskiej posiadłości Hampshire House. W 1971 wydała książkę kucharską pt. In cucina con amore (pol. W kuchni z miłością). W tym samym roku zagrała główną rolę w Żonie księdza (La moglie del prete), która została ciepło przyjęty przez widzów w Europie, ale poniosła klęskę w USA. Jeszcze gorsze recenzje zebrała za główną rolę w Mortadeli (La mortadella, 1971), która zebrała negatywne recenzje w Europie i USA. Następnie zagrała główną rolę kobiecą (u boku Adriano Celentano) w melodramacie Biel, czerwień i… (Bianco, rosso e…, 1972), który osiągnął sukces we Włoszech. W krytycznie przyjętej przez krytyków i widzów ekranizacji musicalu Człowiek z La Manchy (Man of La Mancha, 1972) wystąpiła w podwójnej roli Aldonzy i Dulcynei, za co zainkasowała 750 tys. dol.

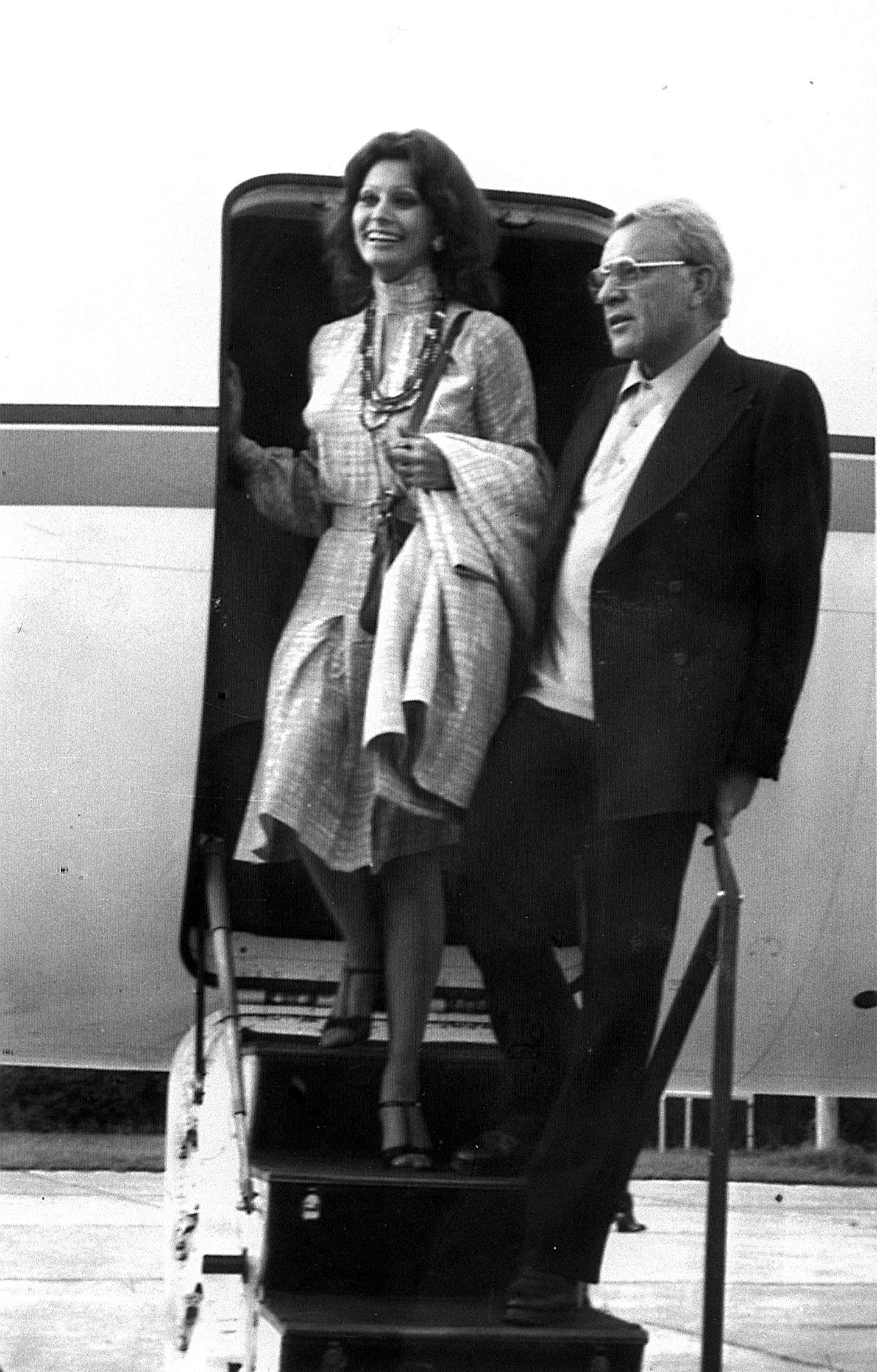
Loren i Richard Burton (1974)

Po narodzinach drugiego syna w 1973 powróciła do kin rolą Adriany de Mauro w negatywnie ocenionym przez recenzentów filmie Vittorio De Siki Podróż (Il viaggio, 1974) z Richardem Burtonem. Następnie zagrała Teresę Leoni, wdowę po gangsterze, która walczy o uniewinnienie swojego syna od zarzutu morderstwa, w dramacie André Cayatte Werdykt (Verdict, 1974) z Jean Gabinem. Wystąpiła również w telewizyjnej adaptacji sztuki Noëla Cowarda Spotkanie (Brief Encounter, 1974) z Richardem Burtonem; film pokazany w ramach cyklu Hallmark Hall of Fame zebrał negatywne recenzje i uzyskał niskie wyniki oglądalności. Następnie zagrała byłą prostytutkę Poopsie, tytułową bohaterkę w ciepło przyjętej przez widzów (szczególnie w Japonii, gdzie okazała się hitem kasowym), ale skrytykowanej przez recenzentów Dziewczynie gangstera (La pupa del gangster, 1975) z Marcello Mastroiannim.
W drugiej połowie lat 70. wystąpiła m.in. w dwóch filmach Ettore Scoli: jako Jennifer Rispoli Chamberlain w chłodno przyjętej przez krytyków, lecz cieszącej się popularnością wśród widzów (szczególnie w Japonii) Przełęczy Cassandra (The Cassandra Crossing, 1977) u boku Richarda Harrisa oraz jako gospodyni domowa Antonietta w nominowanym do Oscara dla najlepszego filmu nieanglojęzycznego włosko-kanadyjskim melodramacie Szczególny dzień (Una giornata particolare, 1977) o faszyźmie. Po ukończeniu Szczególnego dnia zagrała tytułową bohaterkę filmu Borisa Sagala Angela z Johnem Vernonem i Steve’em Railsbackiem. W międzyczasie wystąpiła w spotach reklamowych koncernu motoryzacyjnego Honda, za co zarobiła 200 tys. dol. Odrzuciła propozycję występów w musicalu Alana Jaya Lernera i Burtona Lane’a Carmelina wystawianym na Broadwayu.

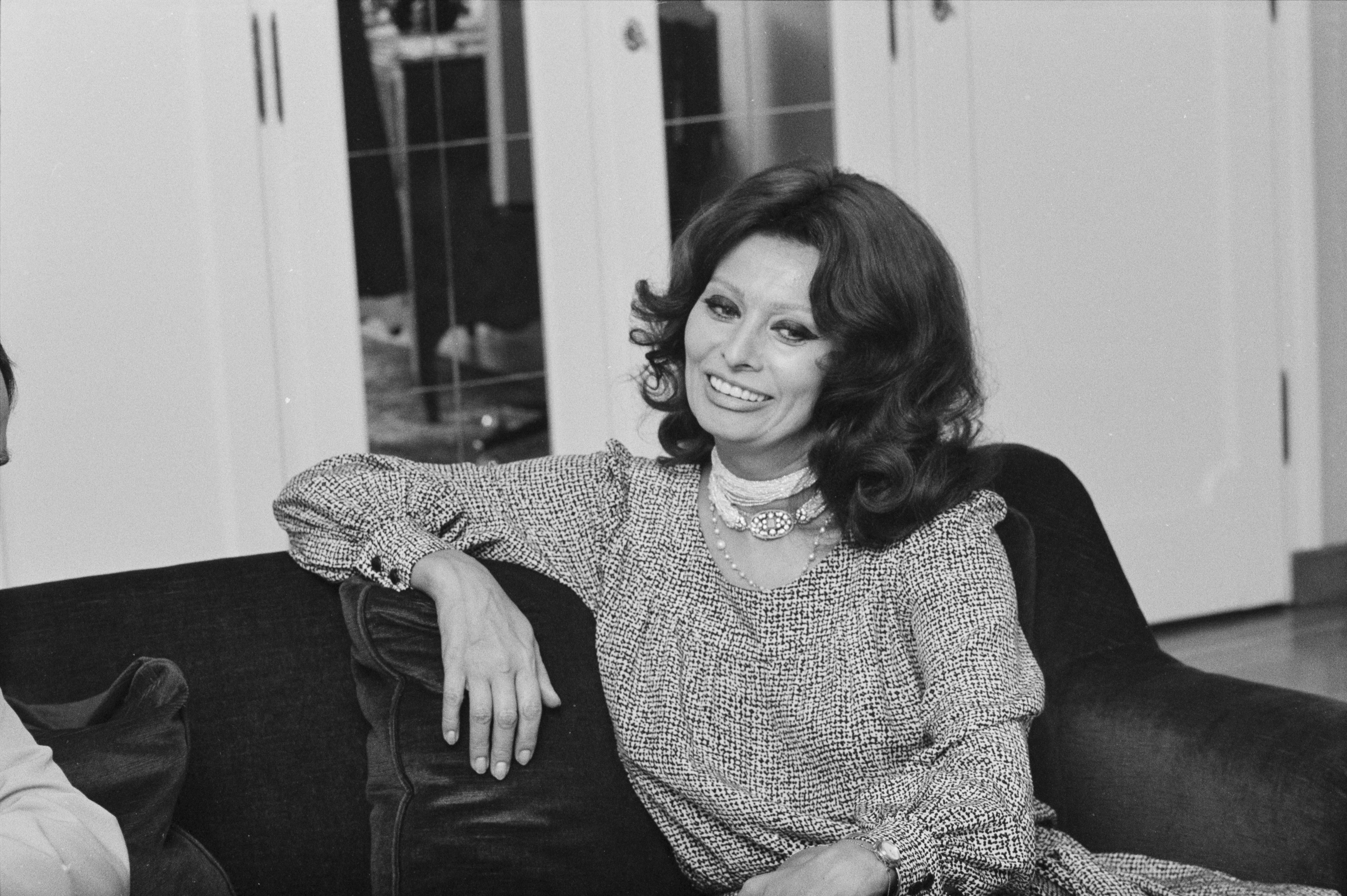
Loren (1979)

Pod koniec lat 70. zagrała Marę Danelo w amerykańskim filmie wojennym Johna Hough Celuj w generała (Brass Target, 1978), Adelę, wdowę szukającą zemsty za morderstwo jej męża, w Sile ognia (Firepower, 1979) z Jamesem Coburnem i O.J. Simpsonem oraz Titinę Paterno w dreszczowcu Liny Wertmüller Krwawa wendeta (Fatto di sangue, 1978) z Marcello Mastroiannim; wszystkie trzy filmy poniosły porażkę komercyjną i zebrały słabe recenzje krytyków. W 1979 wydała bestsellerową książkę autobiograficzną pt. „Sophia: Living and Loving” (pol. Sophia: żyć i kochać), którą stworzyła z A. E. Hotchnerem.

#### Lata 80.
Po słabym przyjęciu jej ostatnich filmów w latach 80. nie otrzymywała za wielu propozycji filmowych. W tym okresie sporadycznie występowała na ekranie, m.in. zagrała samą siebie oraz swoją matkę w filmie biograficznym Mela Stuarta Sophia Loren. Jej własna opowieść (Sophia Loren. Her Own Story, 1980) dla sieci telewizyjnej EMI-TV. Odrzuciła rolę Alexis Carrington w serialu Dynastia.
W latach 80. rozpoczęła działalność biznesową: we współpracy z firmą Coty wypuściła linię perfum „Sophia”, które okazały się hitem sprzedażowym, poza tym sygnowała nazwiskiem autorską serię oprawek do okularów Sophia Loren Eyewear Collection firmy Zyloware oraz uzyskała udziały w zyskach z ośrodka sportowego „William Island Tennis and Racket Club” na Florydzie. W 1983 otrzymała od Columbus Citizens Foundation nagrodę za osiągnięcia artystyczne, a w następnym roku została mistrzem ceremonii dorocznej parady z okazji Dnia Kolumba w Nowym Jorku.

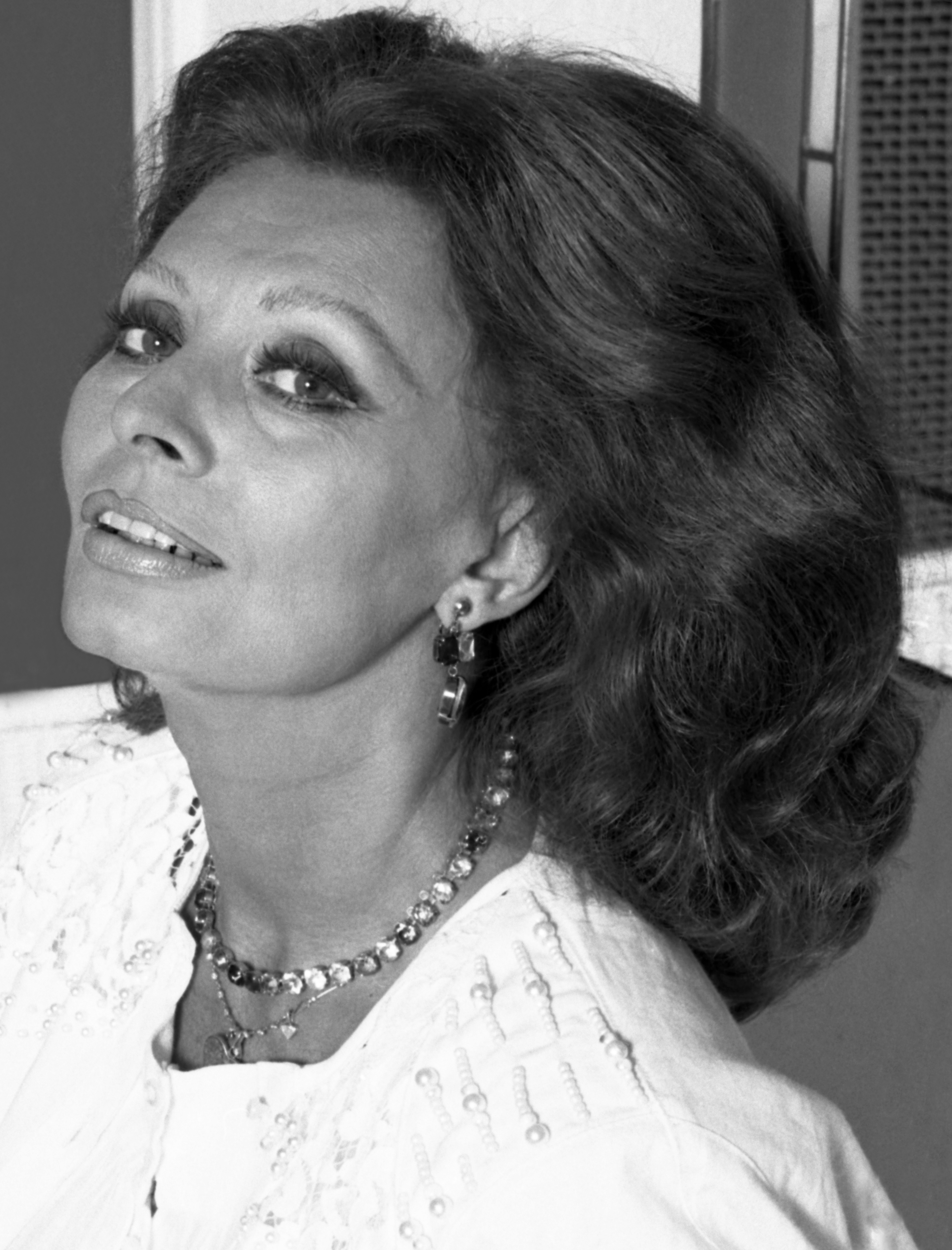
Loren (1986)

Powróciła na ekrany kin tytułową rolą w krytycznie ocenionym filmie Maurizio Ponziego Aurora (1984), w którym zagrała ze swoim młodszym synem, Edoardo Pontim. Zebrała przychylne recenzje za wykreowanie postaci Marianny Miraldo, gospodyni domowej i tajnej agentki Federalnej Komisji do Walki z Narkomanią, w filmie telewizyjnym Jeremy’ego Kagana Odwaga (Courage, 1986). Pochwały otrzymała także za rolę Lucii w serialu telewizyjnym NBC Szczęśliwa pielgrzymka (The Fortunate Pilgrim, 1988), ekranizacji powieści Mario Puzo „Mamma Lucia” z 1965. Po prawie 30 latach powróciła do swojej oscarowej roli Cesiry w remake’u Matki i córki (La ciociara, 1989), który jednak poniósł komercyjną porażkę.

#### Lata 90.
W styczniu 1990 wręczyła nagrodę dla piosenkarza roku (Michaela Jacksona) na 7. gali rozdania Amerykańskich Nagród Filmowych w Los Angeles. W tym samym roku zagrała Rosę Priore, główną bohaterkę filmu Liny Wertmüller Sobota, niedziela i poniedziałek (Sabato, domenica a luendi, 1990), który zebrał chłodne recenzje krytyków i osiągnął rozczarowujące wyniki oglądalności. Podczas premiery filmu na Międzynarodowym Festiwalu Filmowym w Chicago odebrała nagrodę za całokształt osiągnięć artystycznych. W lutym 1991 otrzymała Oscara honorowego za całokształt twórczości.

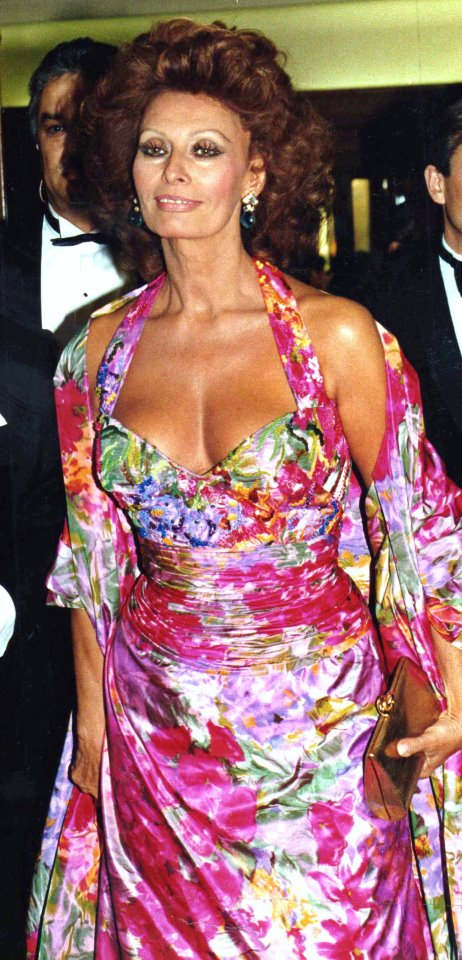
Loren (1991)

W 1992 wsparła zbiórkę funduszy na rzecz Grupy im. Theodora Mommsena, która zajęła się ochroną starożytnych ruin przy Polach Flegrejskich w okolicach Neapolu oraz udała się – jako ambasador dobrej woli ONZ – na misję humanitarną do Kenii.
Zagrała projektantkę mody Isabelli de la Fontaine w amerykańskiej komedii Roberta Altmana Prêt-à-Porter (1994), która zebrała w większości negatywne recenzje krytyków i nie osiągnęła sukcesu komercyjnego. W styczniu 1995 otrzymała nagrodę Cecila B. DeMille’a za „wybitne osiągnięcia w dziedzinie sztuki widowiskowej” podczas 52. ceremonii wręczenia Złotych Globów, na której była również nominowana do nagrody dla najlepszej aktorki drugoplanowej za rolę w Prêt-à-Porter. W tym okresie wywołała kontrowersje udziałem w kampanii reklamowej włoskiej firmy kuśnierskiej „Annabella”, a zdjęcia Loren noszącej kreacje z norek publicznie skrytykowała m.in. Brigitte Bardot.
W drugiej połowie lat 90. zagrała femme fatale Marię Ragetti w kasowym amerykańskim filmie Howarda Deutcha Jeszcze bardziej zgryźliwi tetrycy (Grumpier Old Man, 1995) z Ann-Margret, Walterem Matthau i Jackiem Lemmonem. W 1998 otrzymała Złotego Lwa za całokształt twórczości podczas Festiwalu Filmowego w Wenecji.

#### Od lat 2000.

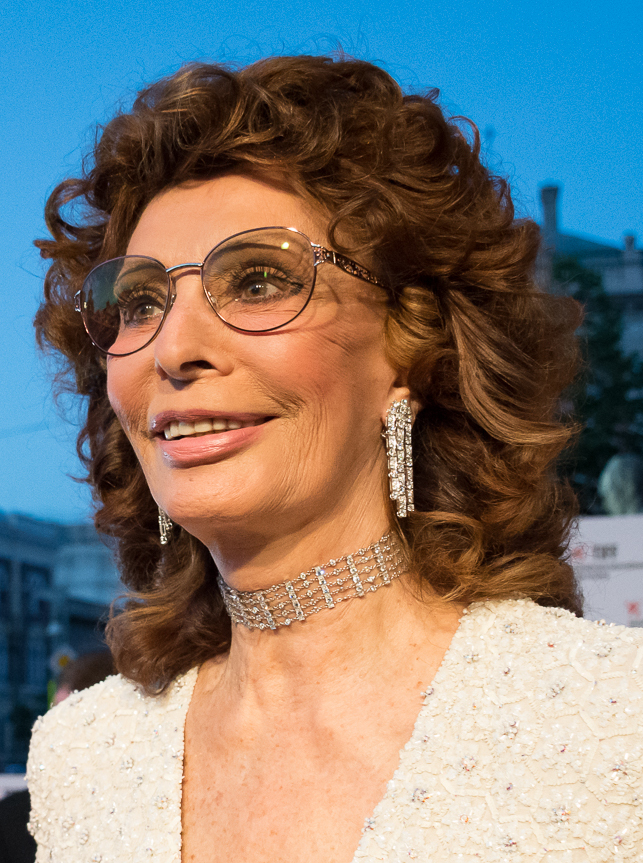
Loren (2016)

Zagrała matkę Guida Continiego (Daniel Day-Lewis), głównego bohatera w ekranizacji musicalu Dziewięć (Nine, 2009). Następnie zagrała własną matkę w telewizyjnym miniserialu biograficznym La mia casa è piena di specchi (2010); w postać Loren wcieliła się Margareth Madè. Pojawiła się we włoskiej adaptacji monodramu Głos ludzki (2013).
Powróciła na globalne ekrany rolą w dramacie Życie przed sobą (2020), za którą zebrała szerokie uznanie; konsensus krytyków w serwisie Rotten Tomatoes brzmi: Klasyczny przykład, jak utalentowany aktor może wydźwignąć trochę przeciętny materiał. „Życie przed sobą” dowodzi, że gwiazdorska moc Sophii Loren pozostaje absolutnie niewzruszona.

## Życie prywatne

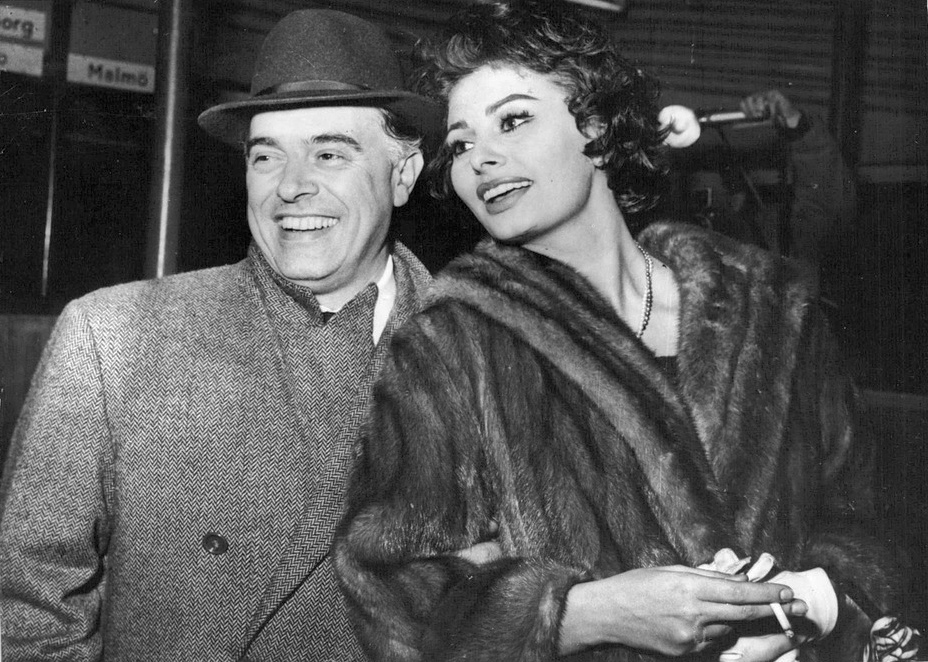
Carlo Ponti i Loren (1958)

We wrześniu 1953 zaręczyła się z Carlo Pontim, który wówczas był żonaty. W połowie lat 50. na planie filmu Duma i namiętność nawiązała bliskie relacje z aktorem Carym Grantem, który – jak ujawniła sama Loren – miał się jej oświadczyć. 17 września 1957 wyszła za Carla Pontiego podczas uroczystości per procura w Meksyku. Małżeństwo aktorki z dużo starszym, żonatym mężczyzną wywołało duże kontrowersje m.in. w watykańskiej i włoskiej prasie oraz było potępiane przez Kościół katolicki. Chcąc uniknąć aresztowania Pontiego, który był oskarżony o bigamię (będącej wówczas przestępstwem kryminalnym we Włoszech), mieszkali w Bürgenstock i Saint-Tropez. W 1962 ich małżeństwo zostało unieważnione, ponieważ Ponti nie dopełnił formalności rozwodowych z pierwszą żoną. W 1965 Loren wraz z mężem uzyskała francuskie obywatelstwo. 9 kwietnia 1966, po uzyskaniu przez Pontiego rozwodu na gruncie francuskim, zawarła z nim związek małżeński w Sèvres i pozostała żoną producenta aż do jego śmierci w 2007. Mieszkali w willi „Sara”/„Ponti” w Marino oraz w rezydencji przy Avenue Georges V w Paryżu i posiadłości „Westhaven” w Hidden Valley w Los Angeles.
Zanim została matką, poroniła kilka ciąż, przez co mierzyła się z depresją. Z Pontim ma dwóch synów: dyrygenta i pianistę Carla Pontiego Jr. (ur. 29 grudnia 1968) i Edoarda Pontiego (ur. 6 stycznia 1973), reżysera, producenta i scenarzystę. Ma czworo wnuków. Jest teściową Sashy Alexander (żony Edoardo Pontiego) i skrzypaczki Andrei Meszaros (żony Carlo Pontiego Jr.).
W 1962 została szwagierką Romano Mussoliniego (syna duce Benito Mussoliniego i Rachele Mussolini), a także jest ciotką aktorki i polityk Alessandry Mussolini. Loren była przeciwna małżeństwu siostry z Mussolinim ze względu na jego naturę kobieciarza.
W maju 1982 została skazana przez Sąd Kasacyjny na 17 dni pozbawienia wolności za uchylanie się od płacenia podatków. Karę odbyła w więzieniu w Casercie.

## Filmografia

### Filmy fabularne
- 1950: Totò Tarzan jako tancerka
- 1950: Le sei mogli di Barbablù jako Ragazza rapita
- 1950: Serca na morzu (Cuori sul mare) – rola epizodyczna (niewymieniona w czołówce)
- 1950: Il voto jako gość na festiwalu Piedigrotta
- 1951: Quo vadis jako niewolnica Ligii (niewymieniona w czołówce)
- 1951: Anna jako asystentka night clubu (niewymieniona w czołówce)
- 1951: Il padrone del vapore jako ballerinetta
- 1951: Milano miliardaria – rola epizodyczna
- 1951: Il mago per forza jako La Sposa
- 1951: Lebbra bianca jako dziewczyna w domu
- 1951: Io sono il capataz jako sekretarka dyktatora
- 1951: Era lui... si! si! jako Odaliska
- 1952: Faworyta (La favorita) jako Leonora
- 1952: Znak Zorro (Il sogno di Zorro) jako Conchita
- 1952: È arrivato l'accordatore jako Amica di Giulietta
- 1953: Pellegrini d’amore
- 1953: Il paese dei campanelli
- 1953: Ci troviamo in galleria jako Marisa
- 1953: Afryka pod wodą (Africa sotto i mari) jako Barbara Lama
- 1953: Handel żywym towarem (La tratta delle bianche) jako Elvira
- 1953: Dwie noce z Kleopatrą (Due notti con Cleopatra) jako Kleopatra / Nisca
- 1953: La domenica della buona gente jako Ines
- 1953: Aida jako Aida
- 1954: Szkoda, że to łajdak (Peccato che sia una canaglia) jako Lina Stroppiani
- 1954: Miseria e nobiltà jako Gemma
- 1954: Attyla – Bicz Boży (Attila, flagello di Dio) jako Honoria
- 1954: Tempi nostri jako dziewczyna
- 1954: Karuzela neapolitańska (Carosello napoletano) jako Sisina
- 1954: Dzień z życia sędziego (Un giorno in pretura) jako Anna
- 1954: Złoto Neapolu (L'oro di Napoli) jako Sofia
- 1955: Pod znakiem Wenus (Il segno di Venere) jako Agnese
- 1955: Kobieta znad rzeki (La donna del fiume) jako Nives Mongolini
- 1955: Piękna młynarka (La bella mugnaia) jako Carmela
- 1955: Chleb, miłość i... (Pane, amore e...) jako Donna Sofia
- 1956: Co za szczęście być kobietą (La fortuna di essere donna) jako Antonietta Fallari
- 1957: Legenda o zaginionym (Legend of the Lost) jako Dita
- 1957: Duma i namiętność (The Pride and the Passion) jako Juana
- 1957: Chłopiec na delfinie (Boy on a Dolphin) jako Phaedra
- 1958: Pożądanie w cieniu wiązów (Desire under the Elms) jako Anna Cabot
- 1958: Czarna orchidea (The Black Orchid) jako Rose Bianco
- 1958: Klucz (The Key) jako Stella
- 1958: Dom na łodzi (Houseboat) jako Cinzia Zaccardi
- 1959: Ten rodzaj kobiety (That Kind of Woman) jako Kay
- 1960: Powiew skandalu (A Breath of Scandal) jako księżniczka Olympia
- 1960: Milionerka (The Millionairess) jako Epifania Parerga
- 1960: Piękna złośnica (Heller in Pink Tights) jako Angela Rossini
- 1960: Zaczęło się w Neapolu (It Started in Naples) jako Lucia Curcio
- 1960: Matka i córka (La ciociara) jako Cesira
- 1961: Cyd (El Cid) jako Chimena
- 1962: Boccaccio ’70 jako Zoe
- 1962: Pięć mil do północy (Five Miles to Midnight) jako Lisa Macklin
- 1962: Madame Sans-Gêne jako Madame Sans-Gene
- 1962: Więźniowie z Altony (I sequestrati di Altona) jako Johanna, żona Wernera
- 1963: Wczoraj, dziś, jutro (Ieri, oggi, domani) jako Adelina Sbaratti/Anna Molteni/Mara
- 1964: Małżeństwo po włosku (Matrimonio all'italiana) jako Filumena Marturano
- 1964: Upadek Cesarstwa Rzymskiego (The Fall of the Roman Empire) jako Lucilla
- 1965: Lady L jako lady L/Louise
- 1965: Operacja „Kusza” (Operation Crossbow) jako Nora
- 1966: Judyta (Judith) jako Judith
- 1966: Arabeska (Arabesque) jako Yasmin Azir
- 1967: Był sobie raz (C'era una volta...) jako Isabella
- 1967: Hrabina z Hongkongu (A Countess from Hong Kong) jako hrabina Natasha Alexandroff
- 1968: Duchy po włosku (Questi fantasmi) jako Maria Lojacono
- 1969: Słoneczniki (I girasoli) jako Giovanna
- 1971: Żona księdza (La moglie del prete) jako Valeria Billi
- 1971: Mortadela jako Maddalena Ciarrapico
- 1972: Biel, czerwień i… (Bianco, rosso e...) jako Hermana Germana
- 1972: Człowiek z La Manchy (Man of La Mancha) jako Aldonza/Dulcinea
- 1974: Spotkanie (Brief Encounter) jako Anna Jesson
- 1974: Podróż (Il viaggio) jako Adriana de Mauro
- 1974: Werdykt (Verdict) jako Teresa Leoni
- 1975: Lalka gangstera (La pupa del gangster) jako prostytutka
- 1976: Skrzyżowanie Kassandra (The Cassandra Crossing) jako Jennifer Rispoli Chamberlain
- 1977: Szczególny dzień (Una giornata particolare) jako Antonietta
- 1978: Zagubiony transport (Brass Target) jako Mara
- 1978: Angela jako Angela Kincaid
- 1978: Krwawa zemsta (Fatto di sangue fra due uomini per causa di una vedova – si sospettano moventi politici) jako Titina Paterno
- 1979: Siła ognia (Firepower) jako Adele Tasca
- 1984: Aurora (Qualcosa di biondo) jako Aurora
- 1986: Odwaga (Courage) jako Marianna Miraldo
- 1988: Matka i córka (La ciociara) jako Cesira
- 1990: Sobota, niedziela i poniedziałek (Sabato, domenica e lunedì) jako Rosa Priore
- 1994: Prêt-à-Porter (Prêt-à-Porter) jako Isabella de la Fontaine
- 1995: Jeszcze bardziej zgryźliwi tetrycy (Grumpier Old Men) jako Maria Ragetti
- 1997: Słońce (Soleil) jako Mamma Titine
- 2001: Francesca i Nunziata (Francesca e Nunziata) jako Francesca Montorsi
- 2002: Pośród obcych (Between Strangers) jako Olivia
- 2004: Rodzina Innocente (Lives of the Saints) jako Teresa Innocente
- 2004: Faszerowana papryka i rybą w twarz (Peperoni ripieni e pesci in faccia) jako Maria
- 2007: Wściekłość Pasoliniego (La Rabbia di Pasolin) jako Sophia
- 2009: Dziewięć (Nine) jako Mamma
- 2011: La mia casa è piena di specchi jako Romilda Villani
- 2014: La voce umana jako Angela
- 2020: Życie przed sobą (La vita davanti a sé) jako Madame Rosa
- 2021: What Would Sophia Loren Do? jako ona sama (krótkometrażowy film dokumentalny)

### Seriale telewizyjne
- 1988: Szczęśliwa pielgrzymka (The Fortunate Pilgrim) jako Lucia

## Odznaczenia
- Kawaler Krzyża Wielkiego Orderu Zasługi Republiki Włoskiej (1996, Włochy)
- Legia Honorowa (1991, Francja)

## Nagrody
- Nagroda Akademii Filmowej 1991 Oscar Honorowy: Najlepsza aktorka pierwszoplanowa: 1962 Matka i córka
- Złoty Glob 1995 Nagroda im. Cecila B. DeMille’a: 1964,-65,-69,-77 World Film Favorites
- Nagroda na MFF w Cannes Najlepsza aktorka: 1961 Matka i córka
- Nagroda na MFF w Wenecji Najlepsza aktorka: 1958 Czarna orchidea
- Nagroda na MFF w Berlinie 1994 Honorowy Złoty Niedźwiedź
- Nagroda BAFTA Najlepsza aktorka zagraniczna: 1962 Matka i córka
- Cezar 1991 Cezar Honorowy
- Nagroda Grammy Najlepszy album z czytanym tekstem dla dzieci: 2004 Wolf Tracks and Peter and the Wolf